# Robert Hilliger
Robert Gotfred Hauen Hilliger (22. august 1878 i København – 19??) var en dansk arkitekt med en alsidig praksis i de første årtier af 1900-tallet. Sammen med ingeniør Edouard Suenson tegnede han pakhusene Skur II-III (1907-08, nedrevet 1993) på Langelinie i København, hvor der første gang var anvendt præfabrikerede betonelementer.
I 1925-27 blev Hellerup Klub og Strandteatret opført i nyklassicistisk stil på Strandvejen 203 i Hellerup efter Hilligers tegninger. Bygningen er nu Hellerup Parkhotel.